# Aeropuerto de Caviahue
El Aeropuerto de Caviahue (ANAC: LAD2303) fue un aeropuertoargentino que daba servicio a la ciudad de Caviahue, Neuquén. hasta fines de los años '90. Con la crisis de 2001 cayó en abandono y los códigos IATA, OACI y ANAC fueron cancelados, conectaba la región con otras provincias y países, además de unir distintos puntos al interior de su territorio, facilitando el turismo, el transporte de carga y pasajeros. En 2023 no posee jefe de aeródromo, ni servicios, ni autoridad aeronáutica. Es exclusiva responsabilidad del ente público o privado que lo tiene bajo su registro y no se permiten operaciones civiles privadas ni comerciales excepto las que realice su propietario o aquellos expresamente autorizados por éste.
| Vuelos desde y hasta Aeropuerto / Localidad: Caviahue              |
| Provincia: Neuquén, Argentina                                      |
| Diferencia Horaria del aeropuerto: -3 GMT (UTC)                    |
| Codigo IATA/OACI: ---                                              |
| Longitud de la pista: 1612.39 metros                               |
| Elevacion del aeropuerto: 1659.94 metros                           |
| Coordenadas de ubicación GPS: -37.9167 latitud, -71.0139 longitud. |